# Peter Devogelaere
Peter Devogelaere (* 1962 in Belgien) ist ein Generalleutnant des Heeres der Belgischen Streitkräfte und seit September 2021 der Kommandierende General des Eurokorps.

## Militärische Laufbahn

### Ausbildung und erste Verwendungen
Im Jahre 1980 trat Devogelaere als Offizieranwärter in die Königliche Militärakademie in Brüssel ein. Im Anschluss folgte von 1985 bis 1990 eine Truppenverwendung in Diest als Zugführer im 1. Fallschirmjägerbataillon der Para-Commando-Brigade und ab 1987 als Ausbilder im Commando Training Centre in Marche-les-Dames. Ab 1990 diente er als Kompaniechef der 17. Kompanie im 3. Fallschirmjägerbataillon in Tielen, mit der er 1991 im Rahmen der Operation Blue Beam in Zaire eingesetzt wurde. Von 1992 bis 1994 wurde Devogelaere als Ausbilder an der Internationalen Fernspähschule in Weingarten eingesetzt. Nach seiner Beförderung zum Major war er Ausbilder an der Infanterieschule für Offiziere und ab 1997 Ausbildungsoffizier im 3. Fallschirmjägerbataillon.

### Dienst als Stabsoffizier
Von 1999 bis 2001 absolvierte Devogelaere an der Hamburger Führungsakademie der Bundeswehr den Generalstabslehrgang des Heeres und diente danach von 2001 bis 2003 als Referent und Operationsoffizier (G5) im Eurokorps in Straßburg. Bis 2005 folgte eine abermalige Truppenverwendung als Operations- und Ausbildungsoffizier im Stab der Para-Commando-Brigade und später im Immediate Reaction Capability Command (vormals Para Commando Brigade). Danach übernahm er von 2005 bis 2007 das Kommando über das 3. Fallschirmjägerbataillon in Tielen und wurde mit diesem im Rahmen von United Nations Interim Force in Lebanon eingesetzt. Nach diesen Truppenverwendungen wurde er 2007 in den Führungsstab des belgischen Heeres versetzt und wurde dort 2012 Stabschef. Im Rahmen seiner Funktionen nahm er an verschiedenen belgischen Auslandsmissionen wie beispielsweise in Afghanistan oder Kongo teil. Ab September 2013 bis Juni 2014 war er Leiter des Kompetenzzentrums des belgischen Heeres.

### Dienst als General
Von Juni 2014 bis November 2016 war er Kommandeur der belgischen Light Brigade, dem Vorläufer des Special Operations Regiments. Danach übernahm er vom 19. Dezember 2016 bis zum 12. Juli 2017 das Kommando über die Europäische Ausbildungsmission in Mali. Am 26. Juni 2017 erfolgte seine Beförderung zum Generalmajor. Seit dem 16. August 2017 war Devogelaere im belgischen Verteidigungsministerium als Director of Operations und ab Dezember 2018 als Director General Policy tätig. Am 19. Oktober 2020 wurde er zum Generalinspekteur der belgischen Streitkräfte ernannt.
Am 26. Juni 2021 wurde Devogelaere zum Generalleutnant befördert und übernahm am 2. September 2021 das Kommando über das Eurokorps.